# Nederlandse kolonie Monte Alegre
De Kolonie Monte Alegre was van 1949 tot 1971 een Nederlandse kolonie in de Braziliaanse gemeente Telêmaco Borba in de deelstaat Paraná. Deze kolonie werd eind 1949 in de staat Paraná gesticht op de gronden van de papierfabriek Klabín in de huidige gemeente Telemaco Borba. In 1971 werd de kolonie opgeheven, omdat Klabin het 20-jarige pachtcontract niet had verlengd.

## Geschiedenis
Het initiatief voor de emigratie naar Brazilië werd genomen door dominee Jan van Dijk uit het Groningse Schildwolde. Eind 1945 richtte hij een kolonisatievereniging op. Hij werd daarin bijgestaan door onder meer Rinke Slump.
Deze vereniging verkende de mogelijkheden in Canada maar concludeerde dat emigratie zou leiden tot verspreiding over dit onmetelijke land en dat voor deze emigratie lokale sponsoren nodig waren. Na deze verkenning kwam de vereniging in contact met de Braziliaanse houtfirma Klabin, die in Paraná een grote houtfabriek en een stad voor zijn werknemers had gesticht. Voor de voedselvoorziening van deze stad was Klabin op zoek naar een aantal vakbekwame Nederlandse boeren en tuinders. Klabín stelde per emigrantengezin een perceel van 75 hectares grond en een woning beschikbaar, waarvoor een pachtcontract van 20 jaar werd aangegaan.
De Kolonie Monte Alegre werd gesticht in 1949 door 23 boerengezinnen uit Nederland, waarvan de meesten uit Friesland, Noord-Holland en Groningen kwamen. Al de bewoners van de kolonie waren lid van de Gereformeerde kerk (vrijgemaakt). De kolonie beëindigde haar activiteiten in 1971 met het einde van het contract met de firma Klabin, die de grond in eigendom heeft. De huizen en de kerk van Monte Alegre die de pioniers begin jaren vijftig gebouwd hebben werden gesloopt. Sommige bewoners migreerden naar Canada of Zuid-Afrika, terwijl anderen terug naar Nederland verhuisden.

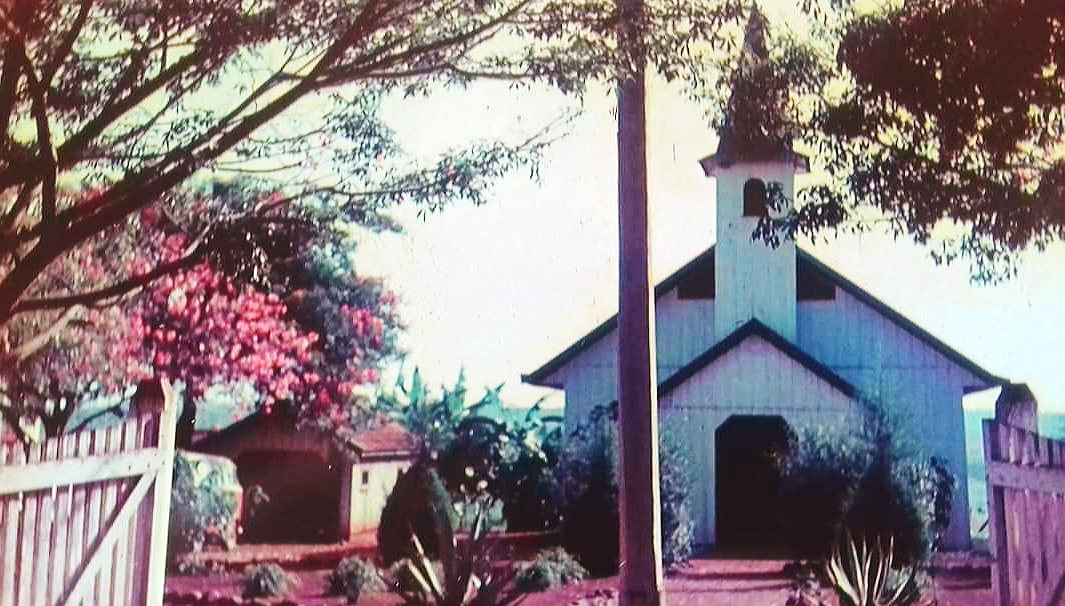
Gereformeerde kerk in de kolonie.
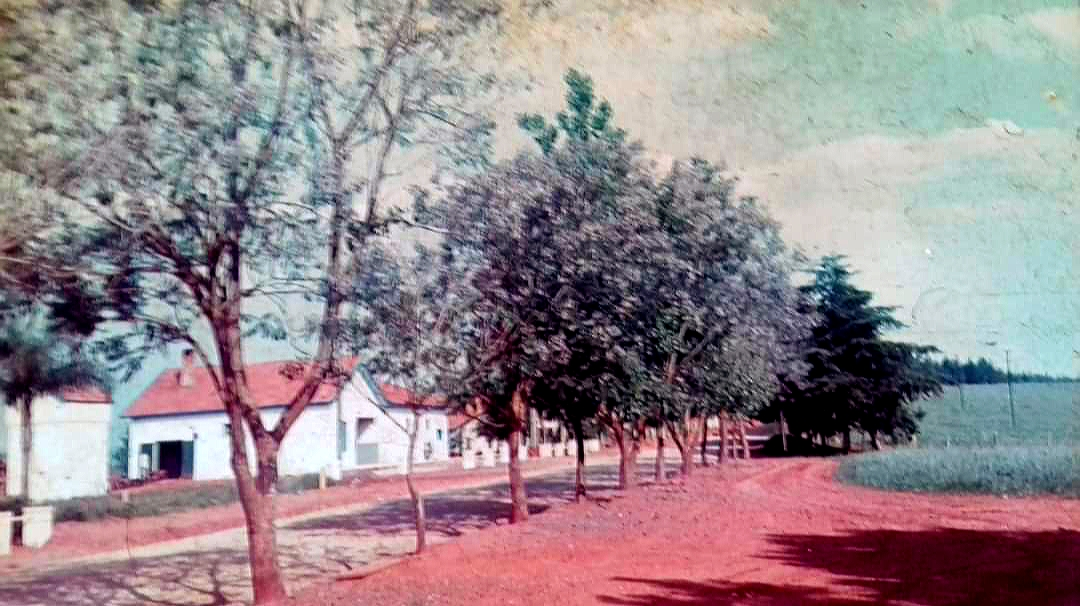
Kolonie-huizen